# Oleksandr Il'juščenkov
Oleksandr Andrijovyč Il'juščenkov (in ucraino Олександр Андрійович Ільющенков?; Ternopil', 23 marzo 1990) è un calciatore ucraino, portiere del Karpaty L'viv.

## Carriera
Nativo di Ternopil', esordisce tra i professionisti nel 2008 con la squadra della sua città, rimanendovi fino al 2010. Nel 2011, approda in Prem"jer-liha, accasandosi al Karpaty. Con la formazione bianco-verde disputa quattro campionati, totalizzando 21 presenze nella massima serie ucraina. Nel 2017 approda nuovamente il seconda serie ucraina, firmando col Ruch Vynnyky. Dopo tre stagioni con la formazione giallo-nera, nel 2020 torna in Prem"jer-liha, quando viene acquistato dal L'viv.